# コシギ

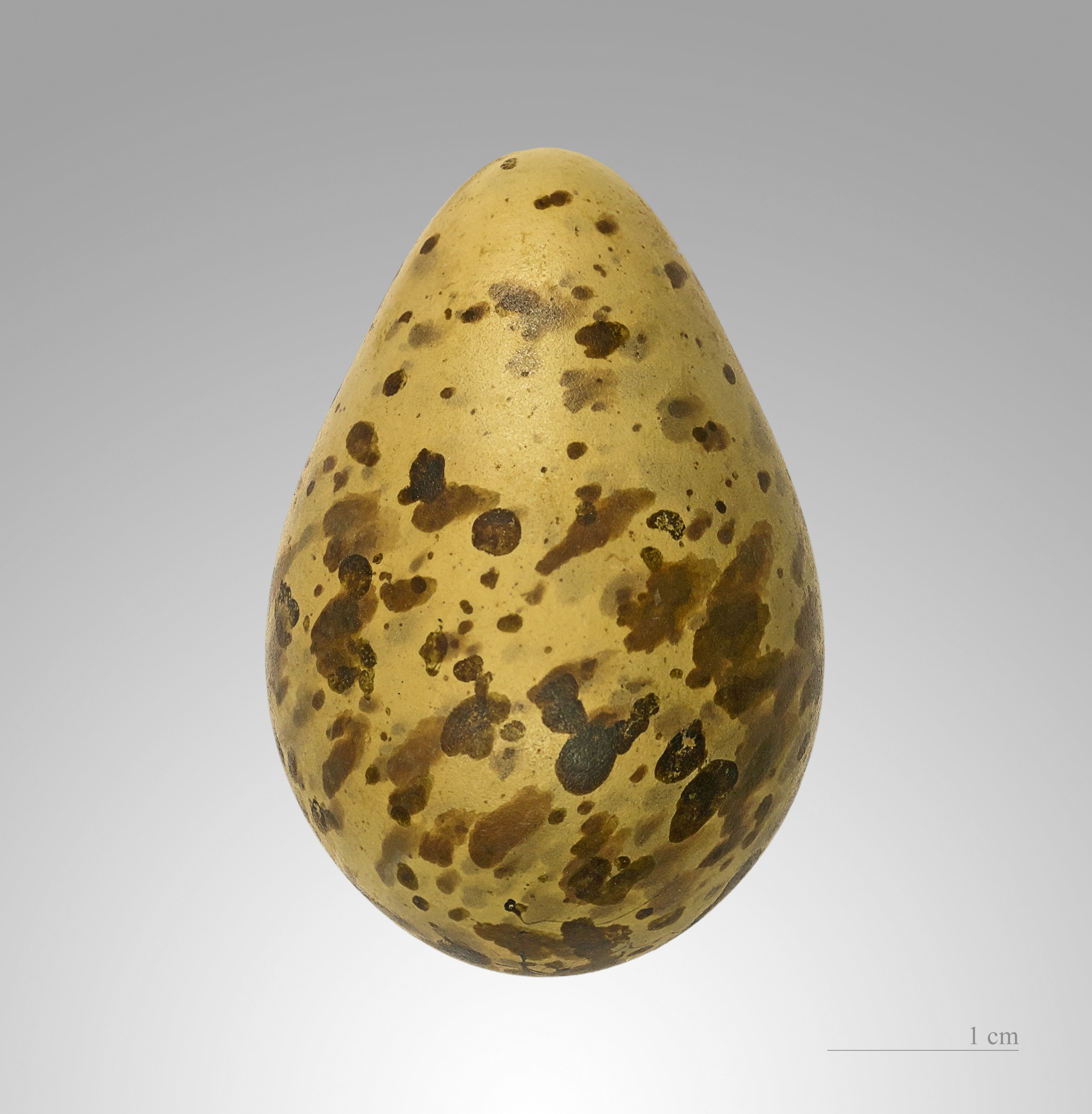
Lymnocryptes minimus

コシギ（小鴫、学名：Lymnocryptes minimus）は、チドリ目シギ科に分類される鳥類の一種である。

## 分布
ユーラシア大陸北部で繁殖し、冬季にはアフリカやインド、東南アジアなどに渡って越冬する。
日本においては北海道、本州、九州、南西諸島で冬鳥または旅鳥として見られるが、数は多くない。

## 形態
全長約19cm。翼開長は約40cm。ジシギ類と似ているが小さい。体の上面は褐色で、肩羽には金属光沢のある黒青色。眉斑はクリーム色で、途中目の上で二つに分かれている。尾羽は12枚で、先がとがっている。雌雄同色である。

## 生態
湿地や水田、ハス田などに生息する。繁殖環境は湿地や草地。
食性は動物食で、昆虫やカタツムリなどを食べる。